# Strepera
Strepera és un gènere d'ocells de la família dels artàmids (Artamidae). Són natius d'Austràlia.

## Descripció
Les tres espècies de carnisser són ocells grisos o negres de plomatge fosc i amb grans becs. S'assemblen a corbs i gralles, tot i que són de complexió més esvelta amb cues més llargues, tarsos amb coberts i taques blanques a les ales i cues. El vol és ondulant. Els ocells mascles tenen el bec més llarg que les femelles. Es desconeix el motiu d'això, però suggereix una diferenciació en la tècnica d'alimentació.
Els veritables carnissers són una mica més grossos que la garsa australiana, més petits que els corbs (excepte possiblement la cornella de Mellor (Corvus mellori), que només és una mica més grossa de mitjana), però d'aspecte generalment similar. Es distingeixen fàcilment pels ulls grocs, en contrast amb els ulls vermells d'una garsa i els ulls blancs dels corbs i corbs australians. També es caracteritzen per les puntes aquilenques dels becs llargs i punxeguts.

## Comportament
Els carnissers són ocells dominants que poden expulsar altres espècies, especialment quan s'instal·len al voltant d'una zona utilitzada o habitada per persones. Se sap que migren a pobles i ciutats durant l'hivern. Els ocells es congreguen en bandades soltes.
La femella construeix el niu i cova les cries sola, encara que els dos pares els alimenten. Els nius són una mica fràgils que els habituals dels ocells de la seva mida.
Els carnissers poden ser amigables amb els humans i poden formar relacions duradores. El setembre de 2021, un carnisser havia estat visitant la mateixa propietat a la zona de Barrington Tops de Nova Gal·les del Sud durant més de divuit anys.

## Taxonomia
L'ornitòleg Richard Bowdler Sharpe va sostenir que els carnissers estaven més relacionats amb els corbs i les gralles que la garsa australiana i altres carnissers (Cracticus i Melloria), i els va col·locar degudament als còorvids. Una revisió de la família Cracticidae per l'ornitòleg John Albert Leach el 1914, durant la qual havia estudiat la musculatura, va trobar que els tres gèneres estaven estretament relacionats. El 1985, els ornitòlegs Charles Sibley i Jon Ahlquist van reconèixer l'estreta relació entre els artamus i els ocells carnissers i parents, i els van combinar en un clade Cracticini, que més tard, el 2008, es va convertir en la família Artamidae a la llista oficial australiana. La Unió Internacional d'Ornitòlegs ha mantingut els dos clades com a famílies separades, per tant, els carnissers estan llistats juntament amb els altres carnissers (Cracticus i Melloria), les garses i els Peltops.
La família Cracticidae té la seva major diversitat a Austràlia, la qual cosa suggereix que la radiació dels membres insectívors i carronyaires per ocupar diversos nínxols hi va tenir lloc. Els ocells carnissers es van convertir en depredadors d'animals petits, com els lànids de l'hemisferi nord, mentre que la garsa australiana es va convertir en un omnívor predominantment caçador al terra, amb els carnissers generalment caçant tant en arbres vius com caiguts, carronyaires i caçant insectes i petits vertebrats, i ocupant a Austràlia el nínxol de molts còrvids.
Una anàlisi genètica del 2013 d'Anna Kearns et al. va confirmar que els carnissers són un grup monofilètic, amb alguns indicis que el llinatge del carnisser fuliginósi del graculí divergia d'un avantpassat comú del carnisser cendrós (tot i que el mostreig era limitat i no era el focus de l'estudi). L'avantpassat comú es va separar dels Peltops fa entre 28,3 i 16,9 milions d'anys, que va seguir l'expansió de l'hàbitat obert a Austràlia fa 30 a 25 milions d'anys. Els avantpassats dels carnissers van divergir dels avantpassats dels altres carnissers i la garsa fa entre 17,3 i 9,8 milions d'anys.
Els carnissers i, de fet, tots els membres dels Artamidae formen part d'un grup més ampli d'ocells africans semblants inclosos els Malaconotidae, els Prionopidae, Aegithinidae i Vangidae, que van ser definits com la superfamília Malaconotoidea a Cacraft et al. Per tant, només estan relacionats llunyanament amb els corbs i les gralles, que es troben en una superfamília separada dels Corvoidea.

### Espècies
Tot i que hi ha diverses espècies diferents, el nombre d'espècies ha variat entre dues i set, amb tres reconegudes actualment. (El 1870 els Jardins de la Societat Zoològica de Londres tenien un exemplar viu de cadascuna de les tres espècies.
Segons la Classificació del Congrés Ornitològic Internacional (versió 15.1, 2025) aquest gènere està format per tres espècies:
- Strepera graculina - carnisser graculí.
- Strepera fuliginosa - carnisser fuliginós.
- Strepera versicolor - carnisser cendrós.